# Cách mạng Ca hát

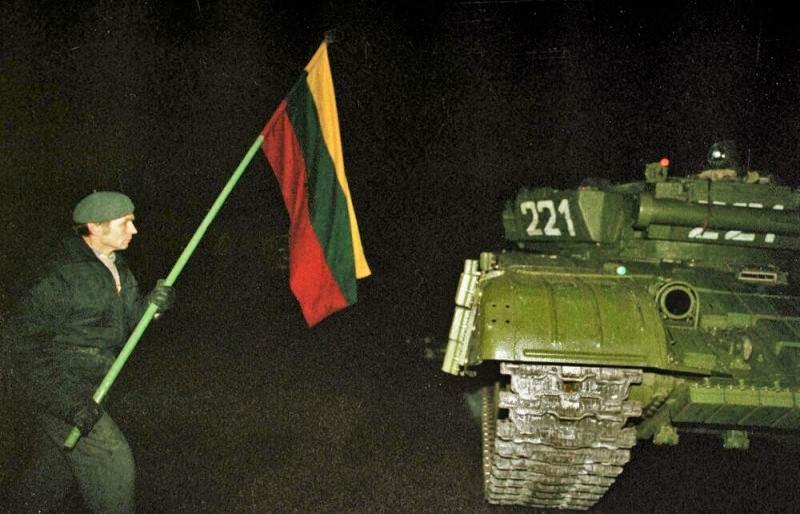
Người Litva trước xe tăng Liên Xô, ngày 13 tháng 1 năm 1991

Cách mạng Ca hát (tiếng Estonia: laulev revolutsioon, tiếng Litva: dainuojanti revoliucija) là một loạt các cuộc biểu tình hòa bình ở các nước cộng hòa Baltic thuộc Liên Xô vào năm 1987 – 1991, mục đích chính của của cuộc biểu tình là phục hồi chủ quyền của Estonia, Latvia và Litva. Mục tiêu cách mạng đã đạt được với hầu như không có thương vong hay thiệt hại, trừ trường hợp cái chết của mười bốn người bảo vệ tháp truyền hình Vilnius và một điệp viên KGB trong các sự kiện của ngày 13 tháng 1 năm 1991, hai nhân viên cảnh sát Latvia và ba công dân trong một cuộc đọ súng ở Riga ngày 20 tháng 1 năm 1991 và vụ nổ súng trong tám hải quan  Litva và cảnh sát trên biên giới Litva với CHXHCN Xô viết Byelorussia vào ngày 31 tháng 7 năm 1991. Thuật ngữ này được đặt ra bởi một nhà hoạt động và nghệ sĩ người Estonia, Heinz Valk, trong một bài báo được xuất bản một tuần sau ngày 10-11 tháng 6 năm 1988, các buổi biểu diễn ca hát đêm tự phát tại Tallinn Song Festival Grounds.

## Bối cảnh
Sau Thế chiến II, các nước Baltic đã được hoàn toàn sáp nhập vào Liên Xô sau chiếm đóng quân sự và sáp nhập trước vào năm 1940 và sau đó một lần nữa vào năm 1944. Mikhail Gorbachev giới thiệu "glasnost" (cởi mở) và "perestroika" (đổi mới) năm 1985, hy vọng kích thích nền kinh tế Liên Xô khỏi sự trì trệ và khuyến khích năng suất, đặc biệt là trong lĩnh vực hàng tiêu dùng, tự do hóa doanh nghiệp hợp tác và kinh tế dịch vụ. Glasnost đã hủy bỏ những hạn chế về tự do chính trị ở Liên bang Xô viết đã dẫn đến những vấn đề trong các quốc gia không phải của Nga bị chiếm đóng trong chiến tranh, xây dựng vào những năm 1940.